# سوءاستفاده جنسی

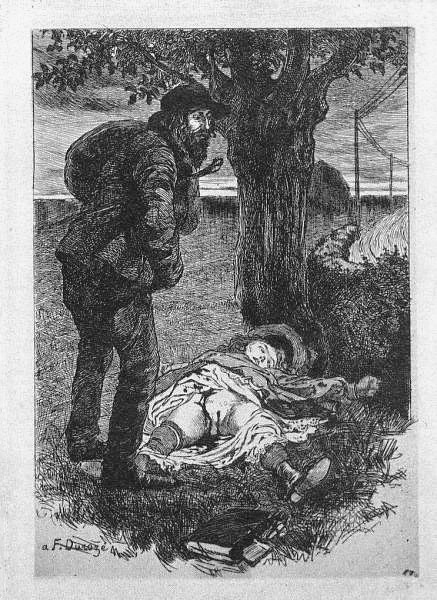
نقاشی از صحنه ازار جنسی توسط یک مرد. سال 1905

سوءاستفاده جنسی به رفتارهای جنسی آزاردهنده‌ای اشاره دارد که از سوی یک فرد بر دیگری انجام می‌شود. این سوءاستفاده معمولاً با استفاده از نیروی فیزیکی یا بهره‌برداری از موقعیت دیگری صورت می‌گیرد. سوءاستفاده جنسی اصطلاحی است که برای توصیف الگوی مداوم تعرض جنسی به کار می‌رود. فرد متهم به این نوع رفتار، آزاردهنده جنسی نامیده می‌شود. سوءاستفاده جنسی به صورت زنده شامل قاچاق و اعمال جنسی اجباری و/یا تجاوز در زمان واقعی از طریق وب‌کم می‌باشد.
مولستیشن معمولاً به یک مورد از حمله جنسی به یک کودک کوچک اشاره دارد. مرتکب این عمل

، (اغلب تحقیرآمیز) به‌عنوان مولستر شناخته می‌شود. این اصطلاح همچنین شامل رفتار یک بزرگسال یا نوجوان بزرگتر به سمت یک کودک برای تحریک جنسی و هر یک از افراد مرتبط است. استفاده از یک کودک برای تحریک جنسی به عنوان سوءاستفاده جنسی از کودکان شناخته می‌شود و برای افراد در سن بلوغ یا بعد از بلوغ که زیر سن رضایت قانونی هستند، به عنوان تجاوز قانونی (تجاوز تحت سن رضایت) نامیده می‌شود.
سوءاستفاده جنسی می‌تواند علیه جمعیت‌های آسیب‌پذیر دیگر مانند سالمندان، که شکل خاصی از پیرآزاری به شمار می‌رود، یا افرادی که دارای ناتوانی‌های پیشرفته هستند، صورت گیرد.

## قربانیان

### همسر
سوءاستفاده جنسی از همسر نوعی خشونت خانگی است. هنگامی که سوءاستفاده شامل تهدید به رابطه جنسی ناخواسته یا رابطه جنسی اجباری توسط شوهر یا شوهر سابق زن یا مرد باشد، بسته به قوانین کشور، ممکن است تجاوز جنسی باشد و همچنین ممکن است یک حمله باشد.

### کودکان
کودک آزاری جنسی نوعی کودک آزاری است که در آن کودک به دلیل ارضای جنسی بزرگسال یا نوجوان بزرگتر از خود مورد آزار و اذیت قرار می‌گیرد. این شامل تماس مستقیم جنسی، بزرگسال یا فرد مسن دیگری است که در معرض ناشایست (دستگاه تناسلی، نوک پستانک ماده و غیره) در معرض کودکی قرار دارد که قصد دارد خواسته‌های جنسی خود را برآورده کند یا کودک را بترساند ، از او درخواست کند یا او را تحت فشار قرار دهد برای انجام فعالیت‌های جنسی، نمایش پورنوگرافی به کودک، یا استفاده از کودک برای تولید پورنوگرافی کودک.
اثرات سوءاستفاده جنسی کودک شامل شرم، خود سرزنشگری، افسردگی، اضطراب، اختلال استرس پس از سانحه، مشکلات عزت نفس، اختلال عملکرد جنسی، درد مزمن لگن، اعتیاد، آسیب به خود، ایده خودکشی، اختلال شخصیت مرزی، و تمایل به بزه دیدگی مجدد در بزرگسالی است. سوءاستفاده جنسی از کودکان یک عامل خطر برای اقدام به خودکشی است. علاوه بر این، برخی از مطالعات نشان داده‌است که سوءاستفاده جنسی در دوران کودکی یکی از عوامل خطر در اعمال خشونت همسر در مردان است. بسیاری از آسیب‌های وارد شده به قربانیان سال‌ها پس از وقوع سوءاستفاده آشکار می‌شود. با توجه ویژه به اعتیاد، مطالعه ای توسط ریگر و همکارانش از یافته‌های قبلی پشتیبانی می‌کند که حوادث ناگوار زندگی با افشای ارتباط بین افزایش پاسخ لیمبیک به نشانه‌های کوکائین، حساسیت به پاداش مواد مخدر را افزایش می‌دهد و با افزایش سیگنالینگ پاداش مواد مخدر در ارتباط است.
سوءاستفاده جنسی توسط یکی از اعضای خانواده نوعی زنا با محارم است، که می‌تواند منجر به آسیب روانی طولانی مدت شود، به ویژه در مورد محارم والدین.
در سطح جهانی، تقریباً ۱۸–۱۹٪ از زنان و ۸٪ از مردان فکر می‌کنند که در دوران کودکی خود مورد آزار جنسی قرار گرفته‌اند. شکاف جنسیتی ممکن است به دلیل قربانی شدن بیشتر دختران، تمایل کمتر مردان به افشای سوءاستفاده یا هر دو باشد. بیشتر مجرمان سوءاستفاده جنسی با قربانیان خود آشنا هستند. تقریباً ۳۰٪ از اقوام کودک هستند که اغلب پدر، عمو یا پسر عمو هستند. حدود ۶۰٪ دیگر آشنایان مانند دوستان خانواده، پرستار بچه‌ها یا همسایگان هستند. غریبه‌ها در تقریباً ۱۰٪ موارد سوءاستفاده جنسی کودکان مجرم هستند. بیشترین سوءاستفاده جنسی کودکان توسط مردان انجام می‌شود. زنان تقریباً ۱۴٪ جرایم گزارش شده علیه پسران و ۶٪ جرایم گزارش شده علیه دختران را مرتکب می‌شوند. مجرمان سوءاستفاده جنسی کودکان، کودکان پدوفیل نیستند، مگر اینکه علاقه جنسی اصلی یا انحصاری به کودکان قبل از بلوغ داشته باشند.

### افراد دارای ناتوانی رشد
افراد دارای ناتوانی در رشد اغلب قربانی سوءاستفاده جنسی می‌شوند. براساس تحقیقات، افراد معلول به دلیل عدم درک کافی بیشتر در معرض خطر قربانی شدن در حمله جنسی یا سوءاستفاده جنسی قرار دارند.

### افراد مبتلا به زوال عقل
افراد مسن، به ویژه مبتلایان به زوال عقل، می‌توانند در معرض سوءاستفاده قرار گیرند. از سال ۲۰۱۳ تا ۲۰۱۵ بیش از ۶۰۰۰ «نگرانی و هشدار حفاظتی» در خانه‌های مراقبت در انگلیس وجود داشت. این موارد شامل ادعاهای لمس کننده نامناسب و بدتر بود. متخلفان اغلب ساکنان دیگر بودند اما کارکنان نیز آزرده خاطر شدند. گمان می‌رود برخی از خانه‌های مراقبتی ممکن است به عمد از این جرائم چشم پوشی کنند.
گاهی قربانیان بدرفتاری اعتقاد ندارند زیرا به دلیل زوال عقلشان به عنوان شاهد معتبر دیده نمی‌شوند. مرتکبان غالباً قربانیانی را هدف قرار می‌دهند که بعید می‌دانند مورد اعتقاد قرار گیرند. همسران و شرکا گاهی بدون اینکه متوجه شوند دیگر از این حق برخوردار نیستند به روابط جنسی خود ادامه می‌دهند، زیرا فرد مبتلا به زوال عقل دیگر نمی‌تواند رضایت دهد.

### افراد فقیر
افراد در فقر، از جمله کشورهای در حال توسعه، در معرض فحشای اجباری، جریان سوءاستفاده جنسی،و سایر اشکال آزار و اذیت قرار دارند. قربانیانی که از خانواده‌های فقیر هستند، معمولاً در ارتباط با جرایم جنسی، ارتباط، قدرت، حمایت و آموزش کمتری دارند.

## پیشگیری
برنامه‌های پیشگیری از سوءاستفاده جنسی کودکان در دهه ۱۹۷۰ در ایالات متحده آمریکا توسعه یافته و در اصل به کودکان تحویل داده شده‌است. برنامه‌هایی که به والدین تحویل داده می‌شد در دهه ۱۹۸۰ توسعه یافته و به صورت جلسات یکبار مصرف و به مدت دو تا سه ساعت انجام می‌شد. در ۱۵ سال گذشته، برنامه‌های مبتنی بر وب توسعه یافته‌اند.

## درمان
در بخش اورژانس، داروهای پیشگیری از بارداری به زنان تجاوز شده توسط مردان ارائه می‌شود زیرا حدود ۵٪ از این تجاوزات منجر به بارداری می‌شود. داروهای پیشگیرانه علیه عفونت‌های مقاربتی به قربانیان انواع سواستفاده‌های جنسی (به ویژه برای شایع‌ترین بیماری‌ها مانند عفونت کلامیدیا، سوزاک، تریکومونیازیس و واژینوز باکتریال) داده می‌شود و یک سرم خون برای آزمایش STI (مانند HIV، هپاتیت بی) جمع‌آوری می‌شود؛ و سیفلیس). اگر ۵ سال از آخرین واکسیناسیون گذشته باشد، هر بازمانده ای که دچار خراش شود، برای کزاز ایمن می‌شود. درمان کوتاه مدت با بنزودیازپین ممکن است به اضطراب حاد کمک کند و داروهای ضد افسردگی برای علائم اختلال اضطراب پس از سانحه، افسردگی و حملات وحشت مفید است.
سوءاستفاده جنسی با ایجاد علائم روان پریشی در کودکان بدسرپرست ارتباط دارد. درمان علائم روان پریشی نیز ممکن است در درمان سوءاستفاده جنسی نقش داشته باشد.
در رابطه با درمان روانشناختی طولانی مدت، درمان طولانی مدت در معرض آزمایش به عنوان روشی برای درمان طولانی مدت PTSD برای قربانیان سوءاستفاده جنسی مورد آزمایش قرار گرفته‌است.

## موضع قدرت
سوءرفتار جنسی می‌تواند در جایی اتفاق بیفتد که یک شخص با استفاده از مقام خود شخص دیگری را مجبور به انجام فعالیت جنسی ناخواسته کند. به عنوان مثال، آزار و اذیت جنسی در محل کار ممکن است باعث شود یک کارمند از ترس اخراج از کار، مجبور به موقعیت جنسی شود. آزار و اذیت جنسی در آموزش ممکن است دانش آموزی باشد که از ترس مجازات، مثلاً با کسب نمره ناکافی، تسلیم پیشرفتهای جنسی شخصی که دارای قدرت است، شود.
چندین رسوایی سوءاستفاده جنسی شامل سوءاستفاده از اقتدار دینی بوده و غالباً در بین افراد غیر سوءاستفاده کننده موارد پنهانکاری بوده‌است از جمله مواردی در کنوانسیون باپتیست جنوب، کلیسای کاتولیک، آیین اسقفی، اسلام، شاهدان یهوه، کلیسای لوتر، کلیسای متدیست، کلیسای عیسی مسیح، کلیسای بنیادگرای عیسی مسیح، یهودیت ارتدکس، شاخه‌های دیگر یهودیت، و فرقه‌های مختلف.